# Munir Abu Kiszk
Munir Abu Kiszk (arab. ‏منير أبو كشك‎, Munīr Abū Kišk; ur. w 1975) – palestyński bokser.
Reprezentował Palestynę na igrzyskach azjatyckich 1998 odbywających się w Bangkoku w wadze półciężkiej (do  81 kg). W 1/8 finału pokonał go reprezentant Kazachstanu Tałgat Dosanow. 4 lata później ponownie wystąpił na igrzyskach azjatyckich, w koreańskim Pusan. W pojedynku półfinałowym przegrał z reprezentantem Korei Południowej Choi Ki-soo. Zdobył brązowy medal, dzięki czemu stał się pierwszym Palestyńczykiem, który wywalczył medal na igrzyskach azjatyckich.